# William Smellie
Pour les articles homonymes, voir Smellie.
William Smellie (1740–1795) est un imprimeur, naturaliste et antiquaire écossais. Il est connu pour sa participation à la première édition de l'Encyclopædia Britannica. Cofondateur de la Royal Society of Edinburgh et de la Society of Antiquaries of Scotland, il participe au mouvement des Lumières écossaises, à la fois sur le plan de la diffusion des savoirs par ses activités d'imprimeur et par ses propres publications.

## Biographie
William Smellie naît à Pleasance, Édimbourg en 1740, fils d'Alexander Smellie, architecte et maître d'œuvre. L'identité de sa mère et sa date exacte de naissance sont incertaines, parce que son père fait partie d'une église presbytérienne interdite, les « Caméroniens », qui craignaient les persécutions. Durant son enfance, William Smellie participe aux réunions caméroniennes clandestines dans les Pentland Hills avec son père. Il fait ses études à Duddingston puis à la Royal High School d'Édimbourg.
Il quitte l'école en 1752 à l'âge de 12 ans et est engagé comme apprenti chez l'imprimeur Hamilton, Balfour & Neill. Il devient correcteur de presse et remporte à ses employeurs la médaille d'argent de la Society of Edinburgh pour l'édition la plus fidèlement imprimée d'un texte latin. Il suit des cours du soir de médecine et de botanique à l'université d'Édimbourg mais ne passe pas d'examens, n'ayant pas les moyens d'acquitter les frais d'inscription.
À la fin de son apprentissage en 1759, il rompt son contrat et rejoint la société Sands, Murray & Cochran en tant que correcteur pour le Scots Magazine. Son contrat de travail prévoit également des tâches éditoriales, et il développe notamment les rubriques de médecine et d'histoire naturelle. En 1760, il fonde le Newtonian Club, une sous-section de l'Edinburgh Philosophical Society. Le 27 mars 1763, il épouse Jean Robertson à Londres et espère s'installer comme apothicaire, un domaine où ses connaissances en médecine pouvaient lui être utiles, mais dès 1865, il y a renoncé, et il poursuit ses activités professionnelles liées à l'édition. Il quitte le Scots Magazine et s'associe avec les imprimeurs Robert et William Auld, puis avec l'éditeur et libraire édimbourgeois John Balfour, de 1770 à 1780, et William Creech, de 1780 à 1790. Il devient le plus important imprimeur d'Écosse et ses compétences en latin sont appréciées. Les éditeurs connus passent par lui, Charles Elliot, John Murray, William Strahan, Peter Hill ou encore Bell & Bradfute. Il édite notamment les publications médicales de William Cullen, John et James Gregory, Alexander Hamilton, Benjamin Bell, le périodique de médecine de Andrew Ducan (en) Medical and Philosophical Commentaries et d'autres : Adam Ferguson, Adam Smith, David Hume, William Robertson, James Beattie ou encore du poète national écossais Robert Burns qu'il introduit dans plusieurs cercles édimbourgeois. Entre 1765 et 1795, il imprime les thèses de médecine de l'université d’Édimbourg, dont il assure la diffusion à Londres et Philadelphie, et il publie un Thesaurus medicus (1778-1785) qu'il revend après deux volumes à Charles Elliot. Il participe à la diffusion du mouvement des Lumières écossaises d'Édimbourg durant ces années par ses activités éditoriales. Il imprime ainsi la première édition de l'ouvrage de William Buchan, Domestic Medicine (1769) dont il vend des milliers d'exemplaires en quelques mois,. En 1765, il reçoit une médaille d'or pour sa thèse sur les sexes des plantes, qui contredit les théories du botaniste suédois Linné. Il s'intéresse à la diffusion des savoirs, et apprend le français pour entreprendre une traduction de l'Histoire naturelle de Buffon en neuf volumes. Il publie des ouvrages secondaires, Flora Edinburgensis de Malcolm McCoig, un traité médical de John Taylor, Voyages to the Madeira and Leeward Caribbean Isles de Maria Riddell (1792) et d'autres. Il est l'auteur d'une Philosophy of Natural History (1790) qui est reprise en version abrégée par John Ware dans le cursus universitaire d'Harvard. Le second volume est publié à titre posthume en 1799,.

### Première édition de l'Encyclopædia Britannica
William Smellie est engagé par Colin Macfarquhar et Andrew Bell pour éditer et écrire des articles de la première édition de l'Encyclopædia Britannica, qui paraît de façon hebdomadaire de décembre 1768 à 1771. La première édition de la Britannica contenait des inexactitudes et des spéculations fantaisistes. Smellie ne participe pas à la deuxième édition de la Britannica.

### Autres activités éditoriales et institutionnelles
Smellie édite l'hebdomadaire Scots Journal puis le Edinburgh Weekly Journal dont il est copropriétaire avec William Auld, et est rédacteur en chef, copropriétaire et contributeur du Edinburgh Magazine and Review. Il édite également les premières numéros de la revue de la Society of Antiquaries of Scotland, en 1792.
En 1781, Smellie est nommé curateur et surintendant du musée d'histoire naturelle d'Édimbourg. Il est membre fondateur de la Royal Society of Edinburgh en 1783.
Smellie publie une grande variété d'ouvrages,notamment deux des quatre volumes du Thesaurus medicus : sive, disputationum, dans Academia Edinensi, ad rem medicam relevantium, un collegio instituto ad hoc usque tempus, delectu qui réimprime des thèses de la faculté de médecine d'Édimbourg du XVIIIe siècle.
Son imprimerie se trouvait au pied d'Anchor Close près du Royal Mile (sur un site maintenant sur East Market Street) et sa maison, sur Gosford's Close est démolie lors de la construction du pont George IV en 1830.
Il meurt des suites d'un cancer de l'estomac à Édimbourg le 24 juin 1795 et est inhumé à Greyfriars Kirkyard.
Les archives de Smellie, y compris sa correspondance et ses manuscrits, sont conservées par la bibliothèque du musée national d'Écosse.